# Unterseeboot 389
Le Unterseeboot 389 (ou U-389) est un sous-marin allemand (U-Boot) de type VII.C utilisé par la Kriegsmarine (marine de guerre allemande) pendant la Seconde Guerre mondiale.

## Construction
L'U-389 est un sous-marin océanique de type VII C. Construit dans les chantiers de Howaldtswerke AG à Kiel, la quille du U-389 est posée le 3 décembre 1941 et il est lancé le 19 décembre 1942. L'U-389 entre en service deux mois plus tard.

## Historique
Mis en service le 6 février 1943, l'Unterseeboot 389 reçoit sa formation de base sous les ordres du Kapitänleutnant Siegfried Heilmann à Kiel dans la 5. Unterseebootsflottille jusqu'au 1er août 1943, puis l'U-389 intègre sa formation de combat dans la 9. Unterseebootsflottille basée à la base sous-marine de Brest, port qu'il n'atteint jamais. 
Ayant été affecté au nord de l'Europe, l'U-389 appareille de Kiel le 31 août 1943 pour Bergen en Norvège qu'il atteint 4 jours plus tard. Puis le 9 septembre 1943, il quiite Bergen pour rejoindre Trondheim.
Pour sa première et ultime patrouille, l'U-389 quitte le port de Trondheim sous les ordres du Kapitänleutnant Siegfried Heilmann le 18 septembre 1943. Après 17 jours en mer, l'U-389 est coulé le 4 octobre 1943 au usud-ouest de l'Islande à la position géographique de 60° 51′ N, 28° 26′ O par des charges de profondeur lancées d'un bombardier britannique Consolidated B-24 Liberator (Squadron. 120/X). 
Les 50 membres d'équipage meurent dans cette attaque.

## Affectations successives
- 5. Unterseebootsflottille à Kiel du {6 février au 31 juillet 1943 (entrainement)
- 9. Unterseebootsflottille à Brest du 1er août au 4 octobre 1943 (service actif)

## Commandement
- Kapitänleutnant  Siegfried Heilmann du 6 février au 4 octobre

## Patrouilles
|       | Commandant                | Départ            | Départ    | Arrivée           | Arrivée   | Jours    | Succès |
| ----- | ------------------------- | ----------------- | --------- | ----------------- | --------- | -------- | ------ |
|       | Kptlt. Siegfried Heilmann | 31 août 1943      | Kiel      | 3 septembre 1943  | Bergen    | 4 jours  |        |
|       | Kptlt. Siegfried Heilmann | 9 septembre 1943  | Bergen    | 10 septembre 1943 | Trondheim | 2 jours  |        |
| 1     | Kptlt. Siegfried Heilmann | 18 septembre 1943 | Trondheim | 4 octobre 1943    | Coulé     | 17 jours |        |
| Total | Total                     | Total             | Total     | Total             | Total     | 23 jours |        |

Note : Kptlt. = Kapitänleutnant 

### Opérations Wolfpack
L'U-389 a opéré avec les Wolfpacks (meute de loups) durant sa carrière opérationnelle.
1. Rossbach (24 septembre 1943 - 4 octobre 1943)

## Navires coulés
L'Unterseeboot 389 n'a ni endommagé et ni coulé de navire ennemi au cours de l'unique patrouille (17 jours en mer) qu'il effectua.

### Source et bibliographie
- (en) Cet article est partiellement ou en totalité issu de l’article de Wikipédia en anglais intitulé « German submarine U-389 » (voir la liste des auteurs).
- Chris Bishop, historien militaire (trad. de l'anglais par Christian Muguet), Les sous-marins de la Kriegsmarine : 1939-1945 : le guide d'identification des sous-marins [« The spellmount submarine identification guide : Kriegsmarine U-boats 1939-1945 »], Paris, Éd. de Lodi, 2008, 192 p. (ISBN 978-2-84690-327-1, OCLC 470721805, BNF 41298980)